# Jesper Mørkøv
Jesper Mørkøv (født 11. marts 1988 i Kokkedal) er en dansk forhenværende cykelrytter. Fra 2015 til 2018 kørte han for Riwal CeramicSpeed Cycling Team. Hans foretrukne disciplin var banecykling. Fra 2025 har han været ansat som sportsdirektør for Team Visma-Lease a Bike.
På banen har han vundet flere danmarksmesterskaber, ligesom han sammen med Alex Rasmussen vandt Københavns seksdagesløb i 2016.
Han er lillebror til Michael Mørkøv.